# آرچیبالد دیکسون
آرچیبالد دیکسون (به انگلیسی: Archibald Dixon) سناتور سابق عضو حزب ویگ بود. وی در سال ۱۸۵۲ تا ۱۸۵۵ میلادی سناتور ایالت کنتاکی در سنای ایالات متحده آمریکا بود.